# Paulo Rodríguez
Paulo Santiago Rodríguez Véliz (Chuquicamata, Chile, 27 de agosto de 1990) es un futbolista chileno. Juega como mediocampista en Cobreloa de la Primera División de Chile.

## Clubes
| Club     | País  | Año             |
| -------- | ----- | --------------- |
| Cobreloa | Chile | 2009 - Presente |